# Niemcy na Zimowych Igrzyskach Paraolimpijskich 2010
Reprezentacja Niemiec na Zimowe Igrzyska Paraolimpijskie 2010 liczyła 20 reprezentantów (8 w narciarstwie alpejskim, 6 w narciarstwie klasycznym, 6 w biathlonie i 5 w curlingu).

## Kadra

### Narciarstwo alpejskie

#### Mężczyźni
- Martin Braxenthaler
- Gerd Gradwohl
- Franz Hanfstingl
- Thomas Nolte
- Gerd Schönfelder
- Kevin Wermeester

#### Kobiety
- Andrea Rothfuss
- Anna Schaffelhuber

### Biegi narciarskie

#### Mężczyźni
- Wilhelm Brem
- Frank Hofle
- Thomas Oelsner
- Tino Uhlig

#### Kobiety
- Verena Bentele
- Andrea Eskau

### Biathlon

#### Mężczyźni
- Wilhelm Brem
- Josef Giesen
- Frank Hofle
- Thomas Oelsner

#### Kobiety
- Verena Bentele
- Andrea Eskau

### Curling na wózkach
- Turniej drużyn mieszanych: 8. miejsce
  - Jens Jaeger - skip
  - Marcus Sieger - wiceskip
  - Jens Gaebel - drugi
  - Christiane Steger - pierwsza
  - Astrid Hoer - rezerwowy